# H2S (レーダー)
H2Sは、イギリスの無線通信研究所 (TRE) で開発された地上マッピングレーダー。第二次世界大戦において、イギリス空軍の爆撃機の地文航法および爆撃照準用に用いられた。なお名称については、当初のコードネームが「Home Sweet Home」だったため、これを略した「H2S」が普及したものであった。

## 来歴
戦間期、爆撃機は夜間には爆撃目標を発見できないため、夜間や悪天候時の爆撃は大きな脅威にならないものと考えられていた。しかし1930年代、ナチス・ドイツでは計器進入用のローレンツ・システムの原理を発展させた爆撃機誘導用電波航法システムとしてXゲレートやクニッケバインを開発しており、1940年にはイギリス空軍もこれを察知した。
イギリスの無線通信研究所 (TRE) では、直ちにドイツ側の電波航法システムへの対抗策を開発するとともに、イギリス空軍の爆撃機部隊のための航法システムの開発にも着手した。このとき、ドイツ側と類似した手法を用いるオーボエ誘導装置と並行するかたちで、全く革新的なシステムとして開発されたのが本レーダーである。

## 設計
H2Sには技術面で多くの革新的な特徴がある。その心臓部にあたるのが高出力の空洞マグネトロンであり、当時としては極めて高い周波数である3 GHz帯のセンチメートル波を発生させることができた。これは1940年に空軍省とバーミンガム大学との契約によって開発されたもので、従来のレーダーよりも分解能に優れている。試験により、市街地からの反射波は強く、建造物がない地面からは弱く、穏やかな海面からはもっと弱いことが分かっており、ブラウン管に映し出されるレーダー画像には機体周囲の地形が地図のように表示されて、地表面の状況や海、川を見分けることができた。
H2Sは外部の誘導電波や無線標識局、地上の無線送信機などがなくとも、地表面を表示して、自分が飛行している位置を知ることができる。このため、オーボエの誘導電波の範囲外でも目標地点を自力で発見できることから、ドイツ本土奥深くの目標を正確に爆撃できると期待できた。

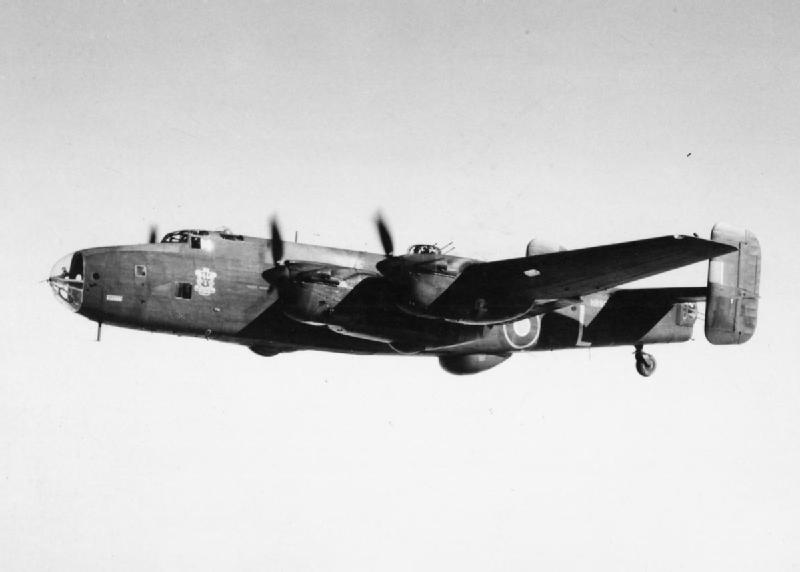
H2S専用のスキャナー(送受信アンテナ)を機体後部下面に装備したイギリス空軍のハリファックス
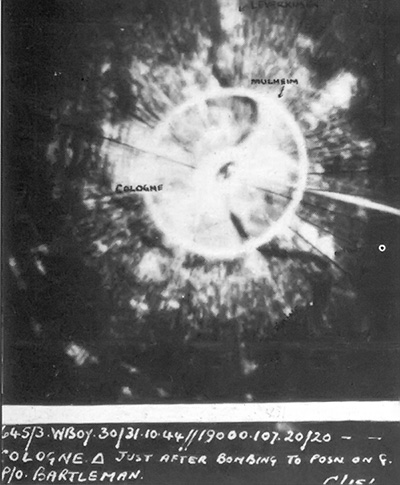
H2Sのレーダースコープに表示されたケルン市の地形・地物。都市部を流れるライン川が右上から左下に蛇行した形で表示されている

## 運用史
空洞マグネトロンはイギリスで発明された極秘の存在であり、敵地上空を飛行する爆撃機にこれを搭載した場合、撃沈された機体から情報が漏洩することが懸念されたものの、結局は、爆撃を成功させることが優先すると判断された。1942年後半より、H2Sの生産は最優先で開始され、1943年1月半ばには第35飛行中隊のハリファックス爆撃機10機と第7飛行中隊のスターリング爆撃機7機がH2Sの搭載作業を完了、1月30日から31日にかけてのハンブルク空襲において、大部隊による爆撃としては初めて実戦投入された。またH2Sはアメリカにも供与され、英国に基地を置いていたアメリカ陸空軍の第8航空軍の爆撃機にも搭載された。
1943年2月2日から3日にかけてのケルン爆撃はH2Sを用いた二度目の大規模爆撃だったが、この際にロッテルダム付近で第7飛行中隊のスターリング爆撃機が撃墜され、早くもH2Sの残骸がドイツ軍の手に落ちた。ドイツ側はこの装置を「ロッテルダム装置」と称し、ベルリンに移送して、テレフンケン社で調査が行われた。3月1日のベルリン空襲の際にこの残骸は破壊されたが、同日夜、第35飛行中隊のハリファックス爆撃機がオランダ上空で撃墜されて、再び残骸が回収された。これらのロッテルダム装置についての報告書を読んだ空軍総司令官ゲーリング元帥は「この分野において英米は我々よりずっと進歩していることを率直に認めざるを得ない」と述べた。
まずH2Sレーダーを妨害するためのローデリヒ電波妨害装置が設計されたものの、これが効果を発揮するには非現実的なほど大きな出力が必要とされた。1943年11月末には、100 km以上離れた位置からH2Sレーダーの電波を受信できるナクソスZ電波探知装置を搭載した機体が実戦配備され、H2Sレーダー搭載機に先導された爆撃機編隊の目標を特定することで夜間戦闘機による要撃が可能になるものと期待されたが、イギリス側の電波妨害により、夜間戦闘機への管制は妨害された。また地上設置型のナクスブルク電波探知装置も爆撃機編隊の位置を知るために用いられており、特にイギリス側の妨害によってレーダーの有効性が減殺された戦争末期には、防空用の重要な情報源であった。H2Sレーダーに対する妨害はなかなか成功せず、レーダーリフレクターによる欺瞞工作も試みられたものの、ほとんど効果はなかった。
戦争が終わる数か月前にドイツで開発された地上設置型の妨害装置である「ポストクライストロン」は、Sバンドを使用する従来型のH2Sレーダーにある程度有効だったが、その効果は近距離に限定されていた上に、Xバンドを使用する新型のH2Sレーダーには無力であった。ドイツは結局、Xバンドで有効な電波妨害装置を開発することはできなかった。
大戦後もH2Sの開発・運用は継続されており、最終発達型のH2S Mk IXは3Vボマー（ヴァリアント・バルカン・ヴィクター）に搭載され、ヴィクターに搭載されたシステムは1993年まで運用されていた。